# Денис Лиъри
Денис Колин Лиъри (на английски: Denis Colin Leary) (роден на 18 август 1957 г.) е американски актьор, певец, сценарист и режисьор. Известен е с ролята си на пожарникаря Томи Гавин в сериала „Спаси ме“ и като гласа на саблезъбия тигър Диего във филма „Ледена епоха“ и неговите продължения.

## Личен живот
От 1989 г. е женен за писателката Ан Лембек Лиъри и имат две деца – син и дъщеря.